# Amadeo de Piérola
Benjamín Amadeo de Piérola Iturbide o simplemente, Amadeo de Piérola (Lima, 27 de octubre de 1868 - ib. 13 de febrero de 1945) fue un político y comerciante peruano. Hijo y partidario de Nicolás de Piérola, encabezó junto con su hermano Isaías de Piérola una intentona golpista contra el primer gobierno de Augusto B. Leguía, en 1909.

## Biografía
Hijo de Nicolás de Piérola Villena y Jesús Iturbide Villena. Empezó a cursar su educación básica en el Colegio de La Inmaculada de Lima. En 1882 fue llevado por su padre a París, donde continuó sus estudios, que los culminó en 1886.
De regreso al Perú, apoyó a su padre en su labor partidaria, con miras a las elecciones generales de 1890. Gobernaba entonces el general Andrés A. Cáceres, en su primer gobierno. Nicolás de Piérola se vislumbraba como el candidato favorito, pero sufrió la persecución del gobierno y acabó encarcelado. En dichas elecciones triunfó el coronel Remigio Morales Bermúdez, el candidato de Cáceres. Poco después del traspaso de mando, Nicolás de Piérola logró fugar de la cárcel con la ayuda de Amadeo, que había ido a visitarlo (5 de octubre de 1890).
Al estallar en 1894 la revolución coalicionista que encabezó su padre contra el segundo gobierno del general Andrés A. Cáceres, acompañó a las fuerzas pierolistas en la entrada a Lima, el 17 de marzo de 1895. La revolución triunfó y unos meses después, Nicolás de Piérola llegó a ser presidente constitucional. «Don Amadeo de Piérola era para el vulgo una especie de duende revolucionario, audaz y maquiavélico, maestro en el sutil arte de los mensajes y las escapatorias» (Jorge Basadre).

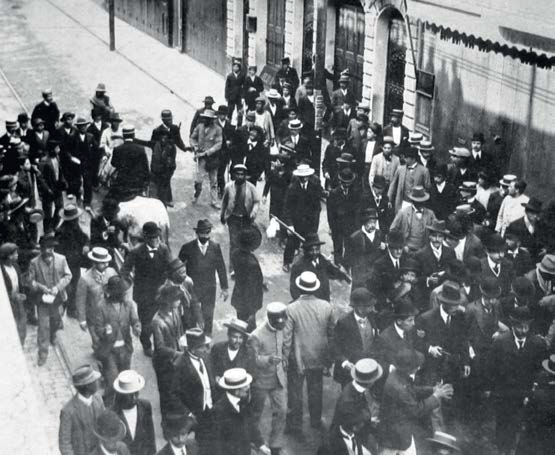
Escena de la intentona golpista de los Piérola contra el presidente Leguía, el 29 de mayo de 1909.

Con su hermano Isaías de Piérola y su tío Carlos de Piérola, encabezó un intento de golpe de Estado contra el presidente Augusto B. Leguía, el 29 de mayo de 1909. Los complotados asaltaron Palacio de Gobierno y capturaron al presidente Leguía, al que condujeron hasta la Plaza de la Inquisición, donde le exigieron que firmara su renuncia. Leguía se mantuvo firme en su negativa, hasta que finalmente un cuerpo del ejército acudió a rescatarlo. Los golpistas fueron dispersados; muchos de ellos resultaron muertos y heridos.
En la refriega, Amadeo resultó herido, aunque no de gravedad. Junto con su tío Carlos y otros conspicuos pierolistas, fue capturado y encerrado en la Penitenciaría de Lima, mientras que su hermano Isaías fugaba a Bolivia. Pero en febrero de 1910 logró escapar, junto con sus amigos Orestes Ferro y Enrique Llosa. En ausencia, fue procesado por un Consejo de Guerra, siendo condenado a cinco años de prisión.  Pero se benefició de la amnistía dada el 26 de septiembre de 1911. Se alejó entonces de la militancia política y se consagró a sus negocios agrícolas.
Tiempo después, cuando estalló la crisis política de los años 1930, decidió volver a la política. Promovió la candidatura presidencial de José María de la Jara y Ureta, en las elecciones generales de 1931 (en las que triunfó Luis Sánchez Cerro). Impulsó luego una concentración de fuerzas políticas para respaldar al gobierno del general Óscar R. Benavides en 1933. Y apoyó la candidatura presidencial de Jorge Prado Ugarteche en las frustradas elecciones de 1936, acompañándolo como candidato a la primera vicepresidencia.